# Microsepsis stenoptera
Microsepsis stenoptera är en tvåvingeart som beskrevs av Silva 1993. Microsepsis stenoptera ingår i släktet Microsepsis och familjen svängflugor. Inga underarter finns listade i Catalogue of Life.